# Pandemie covidu-19 ve Spojených státech amerických
Pandemie covidu-19 se do Spojených států amerických prokazatelně dostala 20. ledna 2020, kdy byla nemoc zjištěna u muže, který se do USA vrátil 15. ledna z města Wu-chan v Číně. Ve velkém měřítku se nákaza v zemi projevila ve druhé polovině března 2020. V polovině dubna téhož roku USA v počtu nakažených překonaly tehdy těžce zasaženou Itálii. 
Přes všechna opatření po celém území byly Spojené státy na začátku března 2021 nejvíce postiženou zemí světa měřeno absolutním počtem oficiálně registrovaných nakažených (zhruba 30 milionů) a zemřelých (zhruba 0,5 milionu). Za nimi následovaly ještě během podzimu 2020 Indie, Brazílie a Rusko s různými vzájemnými poměry oficiálně registrovaných nakažených a zemřelých. V poměru k velikosti populace však USA ještě na začátku dubna 2021 nebyly zemí s nejhorší situací ani z hlediska počtu potvrzených případů, ani z hlediska počtu zemřelých za celou dobu pandemie.

## Situace před vypuknutím pandemie
V roce 2006 celostátní úřad Centrum pro kontrolu a prevenci nemocí (Centers for Disease Control and Prevention, CDC) založil nový odbor Biomedical Advanced Research and Development Authority (česky přibližně: „Odbor pro biomedicínský pokročilý výzkum a rozvoj“). Jedna z jeho úloh byla zdravotnická připravenost proti infekčním chorobám. V rámci jeho činnosti bylo odhadnuto, že v případě středně velké chřipkové epidemie ve Spojených státech bude proti stávajícímu stavu potřeba dalších 70 tisíc plicních ventilátorů. Vláda Baracka Obamy proto vypsala výběrové řízení na jejich výrobu, které vyhrála malá firma Newport Medical Instruments, která u svých prototypů dokázala zmenšit rozměry, snížit požadavky na provoz a stlačit cenu zhruba na třetinu. Vývoj a schvalování na trh trval několik let. Krátce před dodáním menších ventilátorů do míst strategických zásob USA (v roce 2013) byla firma Newport koupena větší korporací – Covidien (která mimo jiné vyráběla starší a dražší ventilátory, z jejichž globálního prodeje měla dobré zisky). Covidien postupně rozpustila původní tým v Newarku, vývoj nových ventilátorů zastavila a v roce 2014 vycouvala z dohody s vládou. Vláda poté začala nové kolo zdlouhavých vyjednávání kontraktů s firmami na vývoj plicních ventilátorů a pro jejich dodávky pak vybrala nizozemskou společnost Philips. V prosinci 2019 administrativa Donalda Trumpa od ní objednala 10 tisíc ventilátorů s předpokládaným datem uskladnění v polovině roku 2020.

### Omezení vládních programů v letech 2017–2019
Po zkušenostech s pandemií eboly, uvedla Obamova administrativa v září 2014 v život mezinárodní iniciativu, která měla spočívat ve finanční, odborné, personální a vojenské pomoci při monitorování infekčních nemocí v rizikových oblastech 30 zemí, zejména v rozvojových afrických státech se slabší zdravotnickou a vědeckou infrastrukturou. Pětiletý plán s rozpočtem 600 milionů dolarů počítal s 49 zahraničními pobočkami amerického úřadu CDC, které měly tuto iniciativu podporovat. Rozpočet měl dle plánu vydržet do září 2019, ale již na přelomu ledna a února 2018 byl přísun financí značně omezen. Důsledkem toho byla zrušena činnost 39 ze 49 zahraničních pracovišť, včetně pobočky v Číně.
V letech 2017 až 2019 předkládala administrativa prezidenta Trumpa rozpočty se škrty financí pro střediska CDC (8 až 10 % celkově, a např. 20 % pro zoonotický program zabývající se přenosem nemocí ze zvířat na člověka). Přestávala také financovat desítky specializovaných zařízení, a ze zahraničních poboček stahovala zejména technické a zdravotnické odborníky. Finance byly omezeny i pro nemocnice a zdravotnická zařízení specializované na infekční choroby uvnitř Spojených států.
10. dubna 2018 byl bezpečnostním poradcem Johnem Boltonem propuštěn ze své funkce Tom Bossert, poradce Ministerstva vnitřní bezpečnosti, který v minulosti upozorňoval na nutnost obsáhlé strategie při boji s budoucí pandemií. 15. dubna 2018 Bolton propustil další čtyři poradce v otázkách zdravotní bezpečnosti. 10. května 2018 Donald Trump a John Bolton bez náhrady zrušili vládní tým specificky určený pro případy propuknutí globální pandemie. Stejný týden byl na pokyn Johna Boltona propuštěn Timothy Ziemer, který při Národní bezpečnostní radě (NSC – National Security Council) vedl tým expertů pro globální zdravotní bezpečnost (GHS – Global Health Security Team). Po rozpuštění tohoto týmu v americké administrativě nezbyl žádný úředník na vysoké vládní úrovni se zaměřením na globální zdravotní bezpečnost. Podle expertů to navíc bylo v době, kdy Spojené státy byly nedostatečně připravené na zvyšující se riziko propuknutí nové pandemie.

## Pracovní skupina pro boj s nemocí covid-19
Dne 29. ledna 2020 nařídil prezident Donald Trump vytvoření pracovní skupiny pro boj s nemocí covid-19 při ministerstvu zahraničí, avšak s názvem White House Coronavirus Task Force. Tato skupina „koordinuje a dohlíží na veškerou činnost Trumpovy administrativy“ v tomto boji. 26. února byl viceprezident Mike Pence jmenován vedoucím této skupiny a Deborah Birx, plukovník zdravotnické služby Ozbrojených sil Spojených států, se stala koordinátorkou veškerých akcí. Pracovní skupina měla další členy, mezi nimi byl významný virolog Anthony Fauci, ředitel National Institute of Allergy and Infectious Diseases. 

## Průběh pandemie

### Počátek pandemie
Čína informovala 3. ledna 2020 ředitele CDC Roberta Redfielda o novém viru způsobujícím mj. onemocnění plic a ten předal zprávu administrativě prezidenta Trumpa. 15. ledna přicestoval do USA první nakažený z Číny. Americké tajné služby, které monitorovaly rozšíření nemoci v Číně i dalších zemích, informovaly prezidenta i příslušné výbory Kongresu USA o hrozící globální pandemii rovněž od ledna 2020, ale Trump na veřejnosti nebezpečí zlehčoval a ještě 24. února tvrdil, že v USA je vše pod kontrolou a virus v dubnu zmizí. Ocenil transparentnost i úsilí Číny a děkoval prezidentu Si Ťin-pchingovi za zásilky ochranných prostředků. Tajné služby, prezidentovi poradci i prezident sám měli ovšem informace, že údaje, které Čína poskytuje o své vlastní situaci ohledně pandemie, jsou zkreslené.
Teprve 16 dní od zveřejnění sekvence viru vyvinula CDC prvních 200 testovacích sad. Jejich distribuce začala až mezi 6. a 9. únorem. Během února se část testů ukázala jako nespolehlivá a promeškala se tak první důležitá fáze šíření nemoci. Klinickým laboratořím stále nebylo dovoleno vyvíjet vlastní testy bez schválení Úřadem pro kontrolu potravin a léčiv (FDA). Po četných urgencích a úmrtí prvního pacienta v USA povolila FDA od 29. února klinickým laboratořím vývoj vlastních testů.
Prezident změnil svoji veřejně proklamovanou pozici poté, co se začala prudce zhoršovat hospodářská situace a došlo ke strmému pádu kurzů akcií na newyorské burze (New York Stock Exchange, NYSE) a dalších světových burzách cenných papírů. Byl také seznámen se statistickým modelem šíření nemoci. Dne 31. ledna 2020 byl vládou Spojených států vyhlášen stav veřejného zdravotního ohrožení (public health emergency) a oznámena obsáhlá omezení pro cestující z Číny. Později bylo značně omezeno cestování z USA do zbytku světa a také možnost vstupu cizinců do USA, což vyvolalo mj. protesty Evropské unie.

### Rozmach pandemie

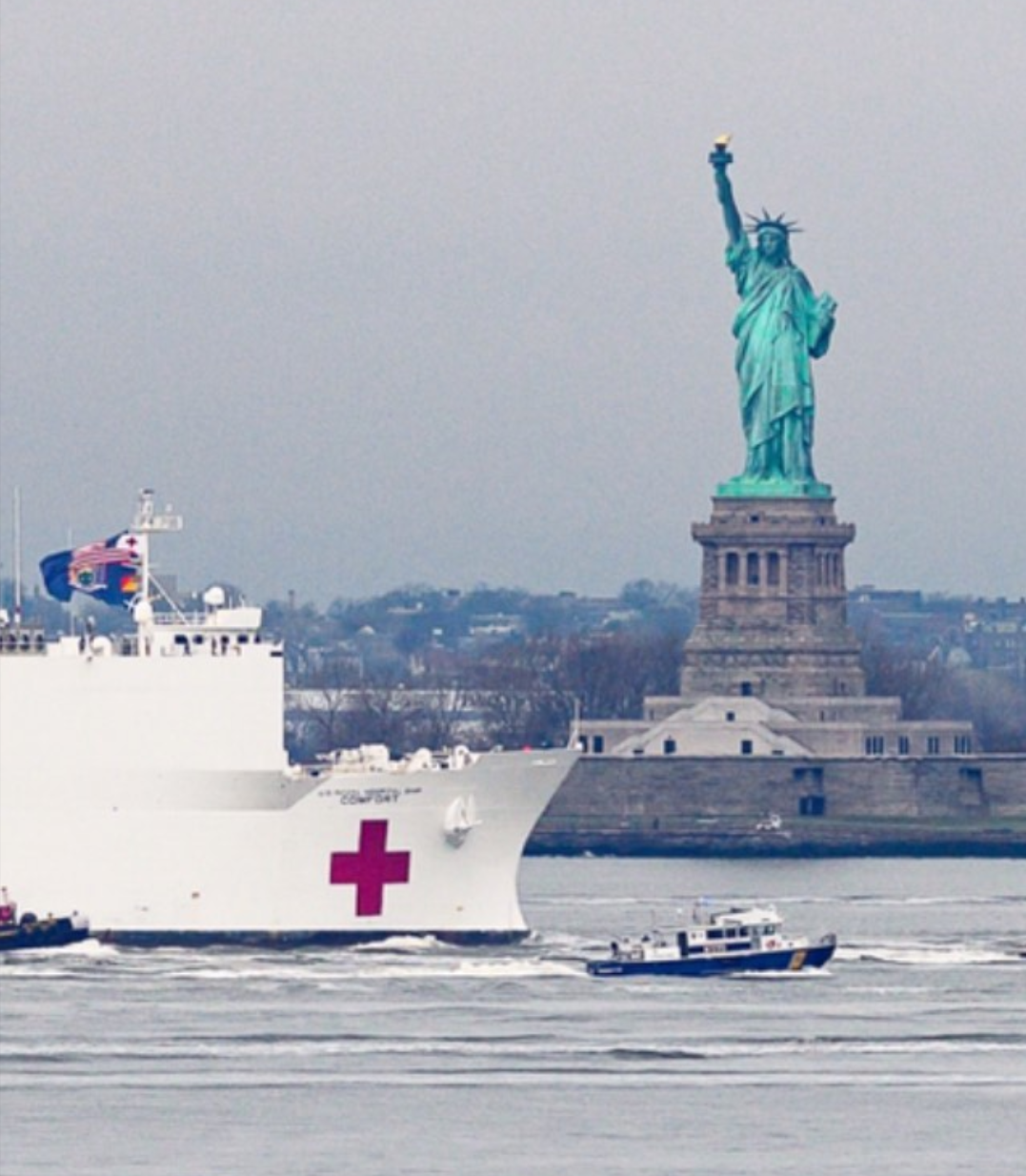
Nemocniční loď USNS Comfort přijíždí do newyorského přístavu blízko Sochy Svobody, 30. března 2020

Pandemie nabrala zvláště v některých oblastech Spojených států rychle na síle. Ke dni 7. dubna 2020 bylo nejvíce zjištěných nákaz ve dvou spolu sousedících unijních státech na severovýchodě, a to ve státech New York (přes 130 000 případů) a New Jersey (přes 41 000 ). Na tyto dva státy 50,4 % všech případů v celých USA.
Dne 11. dubna 2020, kdy počet úmrtí v USA dosáhl podle oficiálních údajů čísla 20 229, Spojené státy překonaly v tehdy aktuálním srovnání nejvyššího počtu zemřelých Itálii (viz též Pandemie covidu-19 v Itálii).
Epicentry nákazy v USA se stala některá velkoměsta, především New York, kde se situace během několika dnů v březnu 2020 dramaticky zhoršila. Město bylo postupně uvedeno do stavu téměř úplného klidu a situace v nemocnicích byla začátkem dubna 2020 katastrofální. Také New Orleans, Los Angeles a další velkoměsta i jejich okolí hlásily velké počty nakažených a závažné problémy ve zdravotnictví. Naproti tomu v méně obydlených nebo plošně rozlehlých unijních státech včetně například Texasu byl počet zjištěných nákaz relativně malý.
Podle listu Los Angeles Times pomohla státu Kalifornie k relativně klidnému průběhu pandemie covidu-19 včasná rozhodnutí uzavřít obchody a nařídit rozsáhlou karanténu. Stát na jihozápadě USA se tak doposud vyhnul rychlému šíření viru, které zasáhlo stát New York a jeho nemocnice, které se potýkají s velkým počtem nemocných.
V sobotu 11. dubna 2020 prezident vyhlásil stav přírodní katastrofy v posledním americkém státě Wyoming. Poprvé v historii tak došlo k vyhlášení stavu katastrofy ve všech 50 státech USA současně kvůli stejné události.

### Časový překryv s protesty BLM
Od konce května 2020 po celých Spojených státech probíhaly v kontextu předchozích desetiletí bezprecedentní masové protesty vzniklé v reakci na smrt George Floyda. V souvislosti s nimi se řešilo možné urychlení šíření viru v populaci díky usnadnění šíření ve velkých shromážděních lidí. Tato hypotéza souvisela mj. s dalším nárůstem počtu případů onemocnění především v průběhu června. Vzhledem k charakteru protestů, bezpečnostním opatřením a dalším faktorům však tato hypotéza zůstávala k červnu 2020 spíše nepotvrzenou spekulací.

### Šíření nemoci během léta
Počátkem srpna 2020 upozornila imunoložka Deborah Birxová, členka expertního týmu Bílého domu, že nákaza neohrožuje v USA už jen obyvatele velkých měst. „Epidemie se proměnila, nákaza je nyní rozšířená jak na venkově, tak ve městech...“, prohlásila. Řekla také že země nyní, kvůli plošnému šíření infekce, vstupuje do „nové fáze“ boje proti covidu a že i lidé mimo metropole by měli nosit roušky a dodržovat odstupy. Počet nových infekcí nejvíce roste na jihu a západě Spojených států a počet aktuálně nakažených během srpna přesáhl 2,2 miliónu.

### Podzimní vlna
V průběhu října začal opětovně zásadně stoupat počet případů. V průběhu podzimu pak došlo k překročení čtvrt milionu obětí. Na přelomu listopadu a prosince pak došlo k razantnímu urychlení nárůstu počtu nemocných - během týdne činil přírůstek přes milion nových případů, počet aktuálně hospitalizovaných přes 100 000 a denní počty úmrtí začaly překonávat počty z jarní vlny. Celkový počet lidí, kteří si již prošli či právě procházeli nákazou, činil zhruba 15 milionů. Ve stejné době ředitel CDC Robert R. Redfield ohlásil, že do února úřad očekává nárůst celkového počtu obětí až na 450 000. Zásadní vliv na další šíření v průběhu prosince měla zřejmě rodinná a další setkání na Den díkůvzdání. Na konci roku pak panovaly také obavy z dalšího nárůstu počtu nakažených v důsledku vánočních a novoročních oslav.
I přes dílčí výkyvy pak počty případů nadále stoupaly a kulminovaly zhruba v první půlce ledna. Na konci února 2021 dosáhl podle oficiálních statistik počet zemřelých přímo na covid-19 půl milionu.

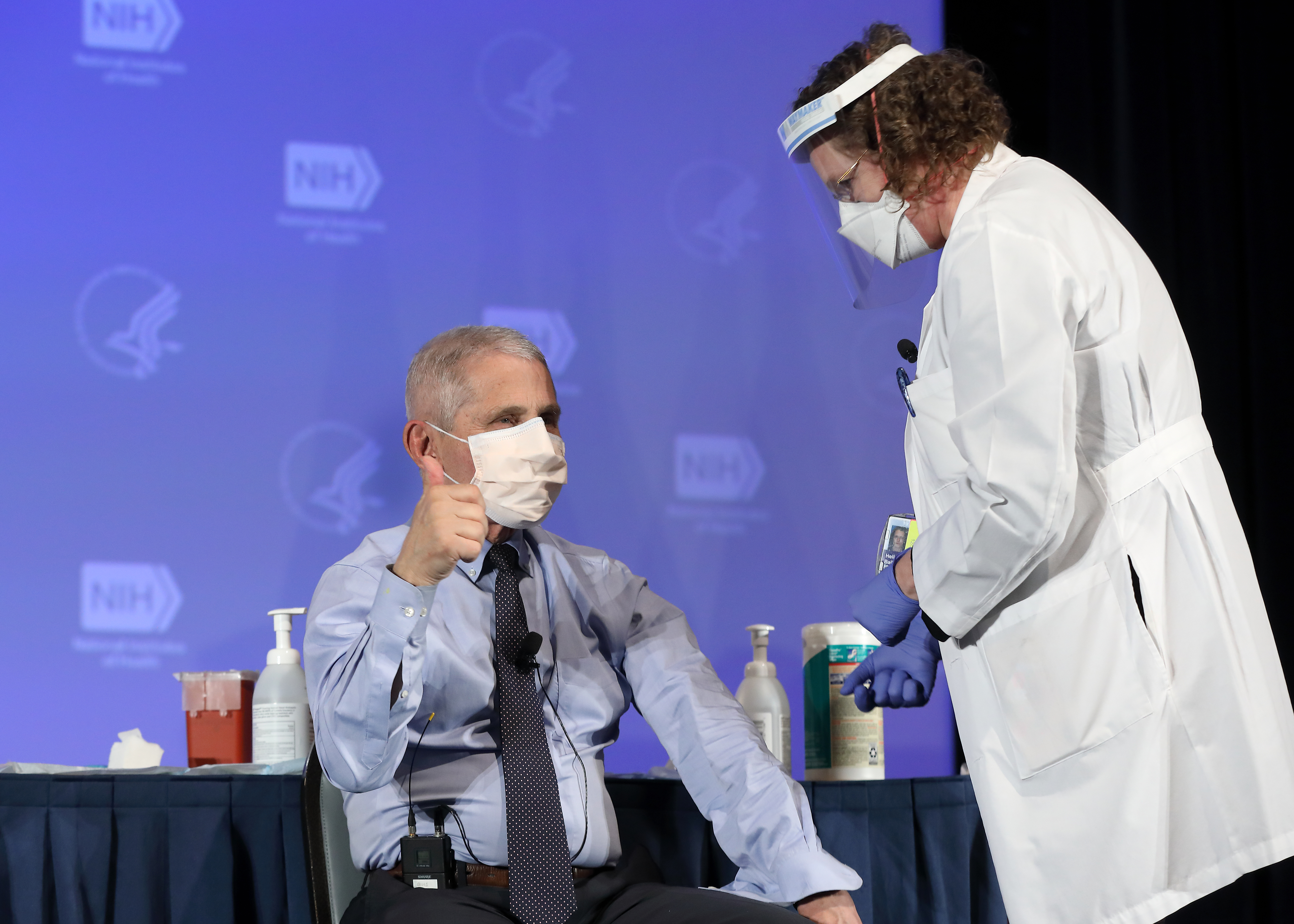
Anthony Fauci se nechává veřejně očkovat vakcínou společnosti Moderna (12. prosince 2020).

### Počátek vakcinace
Bývalí prezidenti Clinton, Bush a Obama a nastupující prezident Biden přislíbili, že se veřejně nechají očkovat, aby podpořili důvěru ve vakcínu.

V druhé polovině prosince 2020 začalo v USA stejně jako v některých dalších státech světa očkování pomocí prvních dostupných dodávek vakcíny. 

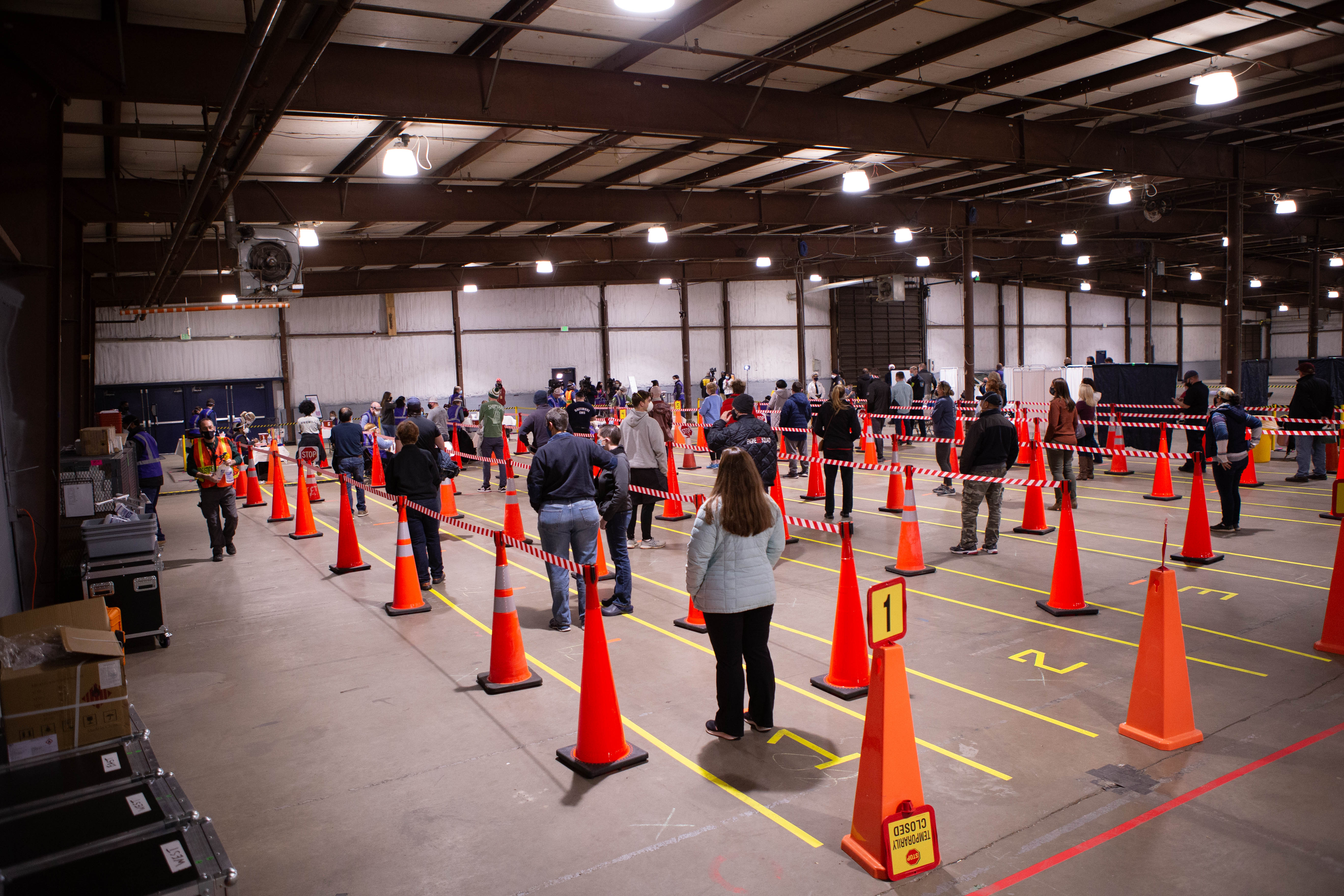
Fronty na očkování v očkovacím centru v Baltimoru (23. prosince 2020).

## Následky pandemie

### Ekonomické následky
Americké národní hospodářství zažilo prudký propad, kterému se vláda USA rozhodla čelit neobvykle velkým „balíčkem“ finančních opatření. Kongres Spojených států dodatečné rozpočtové výdaje ve výši 2 000 miliard dolarů na pomoc jednotlivcům, rodinám a ekonomickým subjektům.
Za týden předcházející 26. březnu 2020 bylo v USA podáno 3,3 milionu žádostí o podporu v nezaměstnanosti, což bylo o 3 miliony více než v týdnu předchozím. V následujícím týdnu do 2. dubna to bylo již 6,6 milionu žádostí. Počet ztracených pracovních míst dosáhl za pouhé dva týdny téměř 10 milionů a po dalších dvou týdnech dokonce 22 milionů. To dokazuje masové propouštění z práce soukromými zaměstnavateli, které způsobuje prudce se zvyšující nezaměstnanost po celých USA.
Ekonomika USA se ve druhém čtvrtletí propadla o 32,9%.
Výpadek příjmů pro mnoho lidí v USA znamenal problémy s placením nájemného. S platností od 4. září 2020 proto CDC vydalo příkaz, kterým až do konce roku 2020 vyhlásilo moratorium na vystěhovávání nájemníků. Pronajímatelé nemovitostí následně začali na několika místech usilovat o soudní zrušení tohoto nařízení.

### Politické následky
Během pandemie některá média spekulovala o tom, že počáteční reakce Donalda Trumpa a následný očekávaný ekonomický propad by mohly snížit jeho šance na znovuzvolení v prezidentských volbách, které se konaly v listopadu 2020.
Gallupův ústav uveřejnil dne 24. března 2020 výsledky svého průzkumu, podle kterých 49 % Američanů hodnotí současnou politiku prezidenta Trumpa pozitivně. To bylo o 5 % více než 13. března. Opatření, o kterých prezident Trump a jím vedená americká vláda rozhodli mezi 13. a 22. březnem, schvaluje 60 % Američanů. Stejný průzkum vydaný 16. dubna ukazoval podporu práce prezidenta Trumpa jako 43 % Během protestů po smrti George Floyda na konci května Gallup provedl průzkum, který uváděl podporu prezidenta jako 39 %. Spokojenost s Trumpovým vedením ohledně pandemie vyjádřilo 42 % dotázaných. Podle agregátoru volebních a názorových průzkumů FiveThirtyEight hodnotilo k 15. červnu 2020 Trumpovu politiku kladně zhruba 41 % Američanů.
Názor politiků, jak postupovat vůči pandemii, se často liší podle stranické příslušnosti. Například guvernéři států Texas a Florida (oba republikáni) již v první polovině dubna požadovali, aby se školy a podniky otevřely co nejdříve, neboť podle jejich názoru se šíření nemoci zpomalilo. Guvernér státu Florida svůj návrh na znovuotevření škol zdůvodnil podle zdrojů nepravdivým tvrzením, že nikdo mladší 25 let dosud na nemoc covid-19 nezemřel. Naproti tomu guvernéři Kalifornie a těžce postiženého státu New York (oba demokrati) se domnívali, že v opatřeních „Stay home“ resp. „Stay apart“, znamenajících omezení pohybu a větší společenský odstup (je požadována vzdálenost mezi dvěma osobami 6 stop, tj. 183 cm), je nutné pokračovat a otevření podniků, které nejsou klíčové, bude možné až po rozsáhlém předchozím testování na přítomnost protilátek u lidí.
Po předcházející dlouhodobé kritice reakce Světové zdravotnické organizace (WHO) prezident Trump 29. května 2020 oznámil, že USA hodlají s okamžitou platností přerušit kontakty s WHO a její financování.

#### Dopad na prezidentské volby

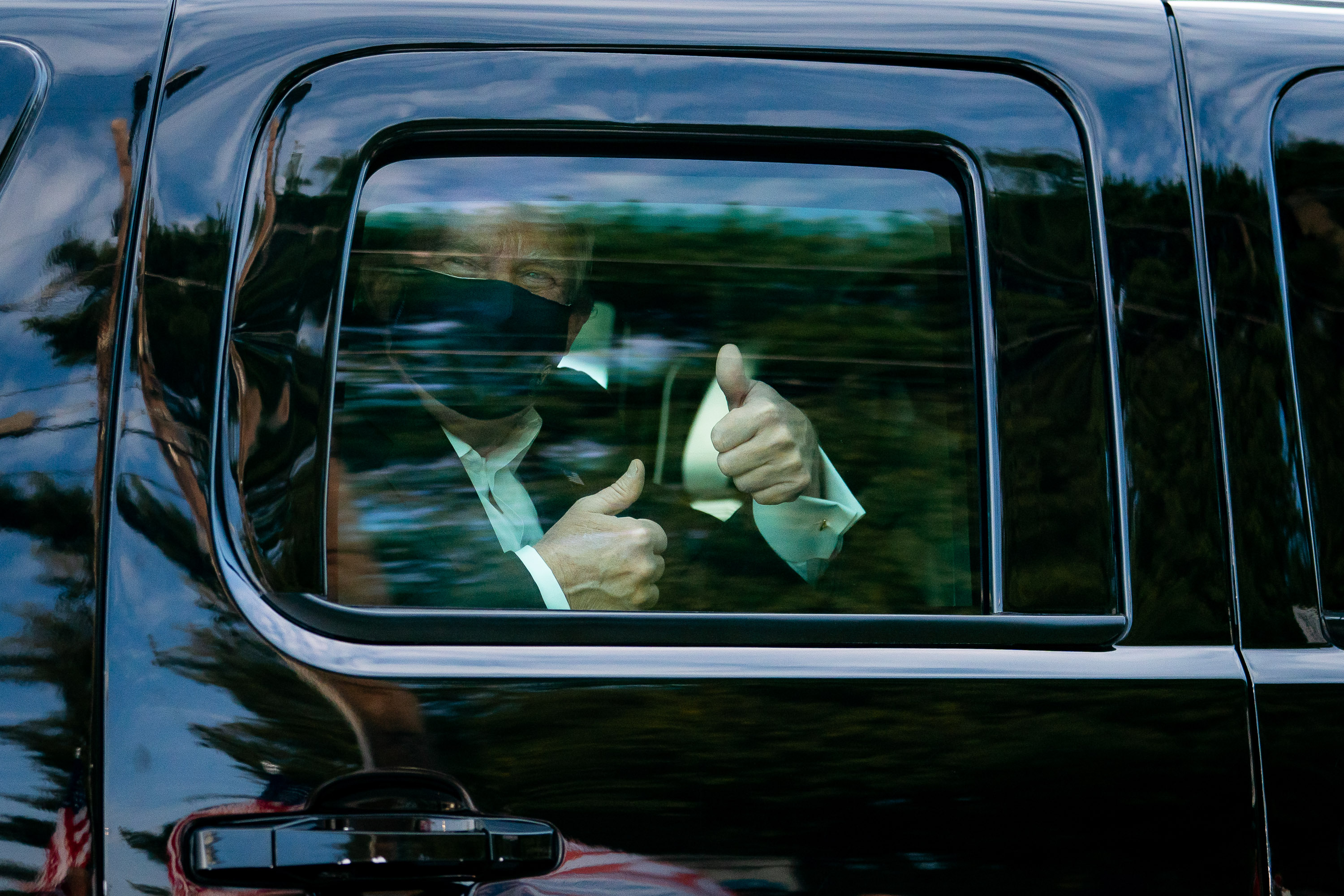
Nakažený prezident Trump zdraví své příznivce během projížďky mimo areál nemocnice, kde se léčil (4. října 2020).

Pandemie probíhala v kontextu blížících se prezidentských voleb, v nichž prezident Donald Trump z Republikánské strany usiloval o znovuzvolení proti kandidátovi Demokratické strany, kterým se nakonec stal Joe Biden. Volby proběhly v listopadu 2020. Zvládání pandemie se stalo jedním ze zásadních témat voleb. V období vrcholící kampaně činil celkový oficiální odhad počtu obětí přes 200 000 lidí. Zhruba měsíc před termínem voleb se také koronavirem nakazil úřadující prezident Trump a část jeho týmu. Asi čtrnáct dní před termínem voleb v druhé půlce října se také opět začal znatelně zrychlovat počet nakažených v USA. Podle průzkumů byly rozdílné přístupy k pandemii jedním ze zásadních faktorů, které přispěly k vítězství Joea Bidena v prezidentské volbě.

### Dopady na ozbrojené síly
Spojené státy se kvůli pandemii rozhodly podstatně omezit počet svých vojáků, kteří se měli zapojit do velkého vojenského cvičení Defender Europe 20 v Polsku a pobaltských státech.
Dne 18. března 2020 začalo námořnictvo USA na rozkaz prezidenta Donalda Trumpa připravovat dvě ze svých velkých nemocničních lodí pro nasazení v ohniscích nákazy covidu-19. 27. března zakotvila v Los Angeles loď USNS Mercy s 1000 nemocničních lůžek, vyslaná z námořní základny v San Diegu. 30. března doplula do těžce postiženého New Yorku stejně vybudovaná a vybavená loď USNS Comfort a zakotvila u přístaviště Manhattan Cruise Terminal. Obě lodě mají za úkol převzít z nemocnic na pevnině vážně nemocné pacienty, kteří nejsou nakaženi nemocí covid-19, čímž poskytují úlevu záchranným kapacitám v blízkých městech a unijních státech.
Koronavirus se dostal také na několik válečných lodí námořnictva USA. Nejvážněji zasažena byla v březnu 2020 letadlová loď USS Theodore Roosevelt (CVN-71), která je velitelskou lodí bojového svazku Carrier Strike Group 9. Událost vznikla po návštěvě přístavu ve Vietnamu během plavby lodě a bojového svazku po Pacifickém oceánu. Ke dni 20. dubna bylo již nakaženo 678 členů posádky včetně kapitána Bretta Croziera (z celkového počtu zhruba 5000). Jeden člen posádky zemřel.

#### Přehled infekce covid-19 na lodích námořnictva USA
| Loď                    | Posádka (počet) | Procento testovaných | Nakažení (počet) | Úmrtí (počet) | Datum zakotvení v přístavu | Místo zakotvení                              | Místo zakotvení |
| Loď                    | Posádka (počet) | Procento testovaných | Nakažení (počet) | Úmrtí (počet) | Datum zakotvení v přístavu | Přístav                                      | Stát            |
| ---------------------- | --------------- | -------------------- | ---------------- | ------------- | -------------------------- | -------------------------------------------- | --------------- |
| USS Boxer              |                 |                      | 2                |               |                            | Naval Base San Diego                         | USA             |
| USS Essex              |                 |                      | 1                |               |                            |                                              |                 |
| USS Ralph Johnson      |                 |                      | 1                |               |                            | Naval Station Everett                        | USA             |
| USS Coronado           |                 |                      | 1                |               |                            | Naval Base San Diego                         | USA             |
| USS Carl Vinson        |                 |                      | 1                |               | [ 57 ]                     | Puget Sound Naval Shipyard                   | USA             |
| USS Theodore Roosevelt | 5 000           | 94 %                 | 678              | 1             | 27. března 2020            | Guam                                         | USA             |
| USS Ronald Reagan      |                 |                      | 2                |               | [ 60 ]                     | Yokosuka Naval Base Yokosuka                 | Japonsko        |
| USNS Comfort           |                 |                      | 1                |               |                            | Manhattan Cruise Terminal, New York          | USA             |
| USS Nimitz             |                 |                      | 2                |               | [ 62 ]                     | Puget Sound Naval Shipyard                   | USA             |
| USNS Mercy             |                 |                      | 7                |               |                            | Port of Los Angeles, Los Angeles, Kalifornie | USA             |

## Další reakce na pandemii

### Výzkum a vývoj navázaný na virus
Státní a akademické instituce a soukromé společnosti z USA v březnu 2020 vytvořily uskupení COVID-19 High Performance Computing Consortium a začaly koordinovat poskytování výpočetní kapacity svých superpočítačů za účelem výzkumu koronaviru s cílem urychlit vývoj léku a vakcíny.

### Sociální hnutí
V souvislosti s ekonomickým propadem a nemožností financovat základní životní potřeby se v mnoha městech v USA rozvinulo hnutí požadující pozastavení či zrušení placení nájemného.

### Úpravy uspořádání ulic
Mnoho měst v USA přistoupilo k rychlým úpravám rozdělení prostoru v ulicích měst za účelem umožnění dodržování pravidel sociálního distancování, protože doporučené rozestupy šesti stop nebyly na stávajících minimálních chodnících realistické.